# Sun Iat-sen
Sun Iat-sen, ori Dr. Sun Iat-sen, (Sun Yat-sen, ori Dr. Sun Yat-sen, în variantele de transliterare bazate pe limba engleză), (n. 12 noiembrie 1866 – d. 12 martie 1925) a fost un conducător, medic, om politic și revoluționar chinez, despre care adesea se spune că ar fi fost "tatăl Chinei moderne".  Sun a jucat un rol esențial în detronarea dinastiei Qing din 1911, urmată de schimbările revoluționare care au condus la epoca modernă din istoria Chinei, cea republicană, atât în China continentală cât și în cea insulară.
A fost primul președinte provizoriu al Republicii Chinei, la a cărei fondare din 1912 a participat direct.  Mai târziu, a devenit co-fondator al Kuomintang-ului (KMT), căruia i-a servit ca întâi lider.  Sun a fost o figură unificatoare în China post-imperială, fiind în același timp o personalitate politică unică a secolului al 20-lea din China întrucât a fost și este unanim apreciat atât China continentală cât și în Taiwan.
Deși Sun este considerat una dintre cei mai mari lideri ai Chinei moderne, viața sa politică a fost mereu sub semnul luptei și al unui exil aproape continuu.
După succesul revoluției chineze din anii 1911 - 1912, Sun a pierdut rapid controlul puterii în nou fondata Republică a Chinei, conducând după aceea multe guverne revoluționare în perioada care a urmat.
Doctrina sa politică guvernează și astăzi China modernă.

## Biografie
S-a născut într-o familie modestă.
Urmează școala în satul natal, după care este încredințat fratelui mai mare, care era un comerciant prosper în Hawaii.
Ia contact cu civilizația americană, lucru care îl va marca profund.
Sun Iat-sen înființează o organizație pentru "reînnoirea" Chinei.
Eșecul tentativei de puci din 1895 îl determină să plece în exil.
Călătorește prin Europa, Statele Unite, Canada și Japonia și devine cunoscut în întreaga lume drept un personaj carismatic.
Sun Iat-sen participă la răsturnarea dinastiei Qing, eveniment ce aduce o serie de schimbări profunde în istoria Chinei: debutul epocii moderne și proclamarea republicii (1912).
Fiind unul din membrii fondatori ai partidului Kuomintang, devine lider al acestuia.
Dar treptat, Sun Iat-sen pierde puterea în favoarea unor lideri militari.

## Posteritatea
Sun Iat-sen moare pe 12 martie 1925, într-un spital din Beijing, din cauza unui cancer al ficatului.
Deși în timpul vieții se convertise la creștinism, trupul lui a fost depus la mănăstirea budistă Norul Verde, de lângă Beijing.
Din cauza unor ambițiilor militariste ale unor lideri (seniorii războiului), China a fost în curând divizată.
Deși aparent demersul lui Sun Iat-sen pentru reunificarea Chinei a eșuat, filozofia sa politică (cunoscută sub denumirea de "cele trei principii ale poporului" – naționalism, democrație și siguranță socială) este în vigoare și astăzi.